# Deutsche Pandemie-Risikoanalyse
Die deutsche Pandemie-Risikoanalyse wurde im Jahr 2012 unter fachlicher Federführung des Robert Koch-Instituts und weiterer Bundesbehörden durchgeführt, die den Titel „Pandemie durch Virus Modi-SARS“ führt.
Sie ist Teil der von der Bundesregierung durchgeführten Risikoanalysen im Bevölkerungsschutz, die auf Bundesebene der vorsorglichen und strukturierten Befassung mit möglichen bundesrelevanten Gefahren und den bei ihrem Eintritt zu erwartenden Auswirkungen auf die Bevölkerung, ihre Lebensgrundlagen und die öffentliche Sicherheit und Ordnung in Deutschland dienen.
Für die Risikoanalyse wurde zunächst ein Szenario über ein Seuchengeschehen erarbeitet, das auf der Verbreitung eines neuartigen Erregers basiert und sich an das in den Jahren 2002/03 aufgetretene Coronavirus SARS (Schweres Akutes Respiratorisches Syndrom) anlehnt. Es beschreibt eine von Asien ausgehende, weltweite Verbreitung eines hypothetischen neuen Virus, das in der Analyse mit Modi-SARS-Virus bezeichnet wird. Die Pandemie läuft in Deutschland über drei Infektionswellen ab, bis nach drei Jahren der ersten Erkrankungen ein Impfstoff verfügbar ist.
Für das in der Risikoanalyse untersuchte Szenario über das Seuchengeschehen in Deutschland wurden deren Eintrittswahrscheinlichkeit und das zu erwartende Schadensausmaß bestimmt.

## Ergebnisse der Risikoanalyse
Die Eintrittshäufigkeit wurde mit einmal in einem Zeitraum von 100 bis 1000 Jahren bestimmt.
Das Schadensausmaß wurde mit 78 Millionen Erkrankten ermittelt, die sich in drei Jahren in drei Infektionswellen infiziert hatten. Über den Zeitraum der ersten Welle (Tag 1 bis 411) erkranken insgesamt 29 Millionen, im Verlauf der zweiten Welle (Tag 412 bis 692) insgesamt 23 Millionen und während der dritten Welle (Tag 693 bis 1052) insgesamt 26 Millionen Menschen in Deutschland. Für den gesamten zugrunde gelegten Zeitraum von drei Jahren ist mit mindestens 7,5 Millionen Toten (10 % der Infizierten) als direkte Folge der Infektion zu rechnen. Der volkswirtschaftliche Schaden wurde nicht konkret abschätzbar, er wird aber als immens angesehen, insbesondere dadurch, dass von 7,5 Millionen Verstorbenen etwa vier Millionen Erwerbstätige sind.

## Annahmen und Modellierung des Szenarios
Die Gesamtbevölkerung in Deutschland wird mit 80 Millionen Menschen angenommen.
Die durchschnittliche Latenzzeit beträgt 3 bis 5 Tage, die infektiösen Phase beträgt 13,1 Tage. Bei Personen, die hospitalisiert werden müssen, beträgt die Dauer 19 Tage, die durchschnittliche intensivmedizinische Betreuung dauert 13,5 Tage. Die Letalität wird mit 10 % der Erkrankten angenommen (entsprechend der SARS-Pandemie im Jahr 2003 mit 11 %). Die Letalität ist mit 10 % der Erkrankten hoch, jedoch in verschiedenen Altersgruppen unterschiedlich stark ausgeprägt. Kinder und Jugendliche haben in der Regel leichtere Krankheitsverläufe mit Letalität von rund 1 %, während die Letalität bei über 65-Jährigen bei 50 % liegt. Ein altersabhängiger Verlauf der Infektion, wurde im Modell jedoch nicht angenommen, d. h., alle Altersgruppen sind gleich betroffen.
Es wird angenommen, dass eine Person nach der Infektion mit Modi-SARS für 360 Tage immun ist, danach kann diese Person durch eine mutierte Version des Virus wieder infiziert werden, was in der Analyse die dritte Welle auslöst. Die Modellierung der Infektionsübertragungen erfolgte anhand der Bevölkerungsdichte. Faktoren wie unterschiedliche Krankheitsverläufe in verschiedenen Altersgruppen oder unterschiedliche Mobilität (von Altersgruppen oder in bestimmten Regionen) blieben unberücksichtigt. Es wurde angenommen, dass infolge der getroffenen Schutzmaßnahmen die Neuerkrankungen abnehmen, was zum Nachlassen der individuellen Schutzmaßnahmen führt (aufgrund einer geringeren subjektiven Risikowahrnehmung), wodurch wiederum die Zahl der Neuerkrankungen zunimmt. Die enorme Anzahl Infizierter, die hospitalisiert werden müssten bzw. im Krankenhaus intensivmedizinische Betreuung benötigen, übersteigt die vorhandenen Krankenhauskapazitäten um ein Vielfaches.
Im Szenario wurde angenommen, dass von Tag 48 antiepidemische Maßnahmen eingeleitet werden, und jeder Infizierte im Durchschnitt nicht mehr drei, sondern 1,6 Personen infiziert. Nach drei Jahren der ersten Erkrankungen steht ein Impfstoff zur Verfügung.
Das in der Risikoanalyse zugrunde gelegte Szenario enthält keine das Pandemieereignis überlagerten Schadensereignisse, wie Ausfälle lebenswichtiger Infrastrukturen (zum Beispiel Arzneimittelversorgung) durch Personalausfälle.

## Grundlagen der Risikoanalyse
Die von Europäische Kommission im Zusammenwirken mit den Mitgliedstaaten erarbeiteten Leitlinien zur Risikoanalyse und Risikokartierung für das Katastrophenmanagement.
Das von der Organisation für wirtschaftliche Zusammenarbeit und Entwicklung (OECD) erarbeitete Rahmenkonzept zur katastrophenbezogenen Risikoabschätzung und Risikofinanzierung enthält die Risikoanalyse als Grundlage eines umfassenden Risikomanagements.

## Zielsetzung und Bewertung der Risikoergebnisse
Anmerkungen der Autoren der Risikoanalyse:
- Der Zweck der Risikoanalyse besteht darin, anhand ausgewählter Szenarien zu prüfen, ob die vorhandenen Fähigkeiten sowie die staatliche Vorbereitung auf die Bewältigung der im Rahmen der Risikoanalyse ermittelten möglichen Schäden und Auswirkungen angemessen und ausreichend sind. Während die Analyse der Risiken ein fachlicher Prozess ist, werden die Risikobewertung und die daraus folgende Abwägung und Auswahl von zum Beispiel risikomindernden Maßnahmen in erheblichem Umfang von politischen und gesellschaftlichen Aspekten mitbestimmt. Folglich muss ein entsprechender Dialog zwischen Fachbehörden, Wissenschaft, Politik und Bevölkerung stattfinden.

- Der jährliche Bericht an den Deutschen Bundestag wird den jeweiligen Sachstand der Risikoanalyse darstellen. Nach und nach wird so der angestrebte Überblick über die Risiko-Landschaft entstehen (Risikokataster). Erkenntnisse, verwendete Daten und methodisches Vorgehen sind regelmäßig zu überprüfen, zu aktualisieren und ggf. an neue Rahmenbedingungen anzupassen. Bei Bedarf sind zusätzliche Szenarien für neu identifizierte Gefahren zu entwickeln. Erkenntnislücken können durch gezielte Forschungsvorhaben geschlossen werden.

Im Bericht zur Risikoanalyse im Bevölkerungsschutz 2017, wurden die aus der 2012 durchgeführten Pandemie-Risikoanalyse abgeleiteten Erkenntnisse und Handlungsempfehlungen im Sinne einer Risikobewertung zusammengefasst (Auswahl und in gekürzter Fassung):
- Die Erstellung eines medizinischen und pharmazeutischen Lagebildes wird empfohlen.
- In Vorbereitung auf eine Pandemie sollten entsprechende Maßnahmen im Vorfeld geplant werden, dabei Orientierung an dem bestehenden nationalen Pandemieplan von 2016.[6]
- Zur Aufrechterhaltung von kritischen Infrastrukturen sollten das besonders exponierte Personal sowie Schlüsselarbeitsplätze (Schlüsselpersonalkonzept) identifiziert und vorgehalten sowie regelmäßig Krisenmanagementübungen durchgeführt werden; wie kann bei Personalausfall dieses kompensiert werden.
- Das Krisenmanagementkonzept sollte Maßnahmen bei einem dauerhaften Ausfall von Personal vorsehen.
- Es sollte geprüft werden, Personal zu verpflichten, um lebensnotwendige Grundfunktionen der staatlichen Daseinsvorsorge (zum Beispiel Gesundheit, Grundversorgung) oder sensible Anlagen auch unter extremen Bedingungen weiter sicher betreiben zu können. Hier besteht ggf. gesetzlicher Handlungsbedarf. Eine Möglichkeit wäre zum Beispiel der Erlass eines „Arbeitsvorsorgegesetzes“, da das bestehende Arbeitssicherstellungsgesetz nur im Spannungs-/Verteidigungsfall zur Anwendung gebracht werden kann.
- Es wird empfohlen zu prüfen, ob eine Erhöhung der Krankenhaus-Bettenanzahl notwendig ist.
- Durchführung von Infektionsschutzmaßnahmen, die je nach epidemischer Lage implementiert werden können, wie kontaktreduzierende Maßnahmen, Schutzkleidung, Desinfektionsmaßnahmen, Impfung (sobald verfügbar), Einsatz antiinfektiver Arzneimittel (unter Beachtung der Resistenzlage), proaktive und reaktive Schließung von Schulen oder Kindergärten, Absage von Großveranstaltungen, Einschränkung von Grundrechten wie in die Versammlungsfreiheit.

## Kommentare zur Risikoanalyse
Vor dem Hintergrund der COVID-19-Pandemie, die wie in der Risikoanalyse durch ein dem SARS-Coronavirus sehr ähnliches Virus ausgelöst wurde, gab es seit März 2020 Kommentare, die auf die Analyse eingingen:

„Die Risikoanalyse zu einer Pandemie aus dem Jahr 2012 ist ignoriert worden. Leider wurde dieser Bericht wie so einige andere dieser jährlichen Risikoanalysen nicht in der wünschenswerten Tiefe diskutiert. Die letzten, sehr wichtigen Schritte im sogenannten Risikomanagementprozess fehlten in der Tat. Meistens sind diese Risiken für die Politik zunächst weit weg und werden durch aktuelle Probleme nach hinten verdrängt. In Zukunft sollte es ein ‚Verfahren zum Monitoring oder Controlling der Ergebnisse‘ geben.“

„Bei dem damaligen Szenario Modi-Sars handelte es sich nicht um eine Vorhersage der Entwicklung und der Auswirkungen eines pandemischen Geschehens, sondern um ein Maximalszenario, ausgelöst durch einen fiktiven Erreger, um das theoretisch denkbare Schadensausmaß einer Mensch zu Mensch übertragbaren Erkrankung mit einem hochvirulenten Erreger zu illustrieren.“

„Schon 2013 entwickelte das Robert Koch-Institut ein Pandemie-Szenario, wie es jetzt in weiten Teilen Realität geworden ist. Die Geschwindigkeit des Epidemieverlaufs zu verlangsamen sei wichtig. Dieser Zeitgewinn durch anti-epidemische Maßnahmen kann genutzt werden, um zum Beispiel persönliche Schutzausrüstung herzustellen, zu verteilen und über ihre korrekte Anwendung zu informieren. Hinweise auf Schwachstellen wurden in der Risikoanalyse benannt, wie die Bevorratung von Atemschutzmasken, Schutzanzügen oder Desinfektionsmitteln in Krankenhäusern. Politische Konsequenzen wurden daraus aber offenbar nicht gezogen.“

„Die Wissenschaft war sich grundsätzlich einig, dass eine Pandemie ein Problem sein wird. In der von der Bundesregierung beauftragten Risikoanalyse ist einer Pandemie mit einem modifizierten Sars-Virus mit einer Wahrscheinlichkeit von einmal in 100 Jahren vorausgesagt worden. Auch Deutschland hätte auf die Pandemie besser vorbereitet sein können. Es ist bekannt, dass wir zu 100 % von pharmazeutischen Unternehmen für Antibiotika in China oder Indien abhängig sind. Wenn sich dort eine Pandemie ausbreitet, dann haben wir ein Problem. Die Wahrscheinlichkeit einmal in 100 Jahren ist zu weit weg, als dass die Politik darauf reagiert, um den Aufwand für die Krisenvorsorge vor dem Wähler zu rechtfertigen.“

„Der Bericht wurde von seinen Auftraggebern nicht ernst genommen. Dieser Bericht zur Risikoanalyse wird alle fünf Jahre wiederholt und erschien 2017 neu. Diese Aussagen im Bericht mahnen eine gute Versorgung mit medizinischer Schutzausrüstung an, genau das, was jetzt fehlt. Der dargestellte Verlauf und die (nicht beachteten) Ratschläge passen genau auf die aktuelle Situation. Erst eine ausländische Zeitung, die in die Analyse des Berichts einsteigt, zeigt, dass sie eine deutliche Warnung war, die aber völlig negiert wurde. Dass diese Gefahr von Pandemien in der heutigen globalen Welt eine zwangsläufige Folge der Globalisierung des Wirtschaftsgeschehens und auch unserer Reisegewohnheiten ist, war seit dem ersten SARS-Ausbruch außer Zweifel. Microsoft-Gründer Bill Gates hat seit 2010 immer wieder auf die Gefahr weltweiter Pandemien hingewiesen, so auch auf der letzten Münchner Sicherheitskonferenz [von 2019].“

„Die WHO rief 2013 wegen eines zu erwartenden neuen Sars-Coronavirus zu nationalen Vorbereitungen auf die nächsten Pandemien auf. Deshalb beschloss der Bundestag 2013 mit der Pandemie-Risikoanalyse konkrete Vorsorgemaßnahmen: Masken, Schutzanzüge, Desinfektionsmittel und dergleichen. (Bundestagsdrucksache 17/12051 vom 3. Januar 2013). Weil aber die Lagerhaltung von medizinischen Materialien, angefangen bei Masken und Schutzkleidung für das Gesundheitspersonal, sich in einem privatisierten, gewinnorientierten System nicht rechnet, wurde die beschlossene Vorbereitung nicht durchgeführt.“